# Bukhansan Ui (métro de Séoul)
Bukhansan Ui (en coréen : 北漢山牛耳) est la station terminus nord de la ligne Ui LRT du métro de Séoul. Elle est située sous la Samyng-ro, au 16-20 Ui-dong, dans l'arrondissement de Gangbuk-gu, à Séoul en Corée du Sud.
Ouverte en 2017, la station est desservie par les rames automatiques qui circulent sur la ligne.

## Situation sur le réseau

Plan du réseau (2023)

Établie en souterrain, Bukhansan Ui est la station terminus nord de la Ligne Ui LRT du métro de Séoul. Elle est située avant la  station Solbat Park en direction du terminus sud Sinseol-dong,.

## Histoire
La station Bukhansan Ui, terminus nord de la ligne Ui LRT, est mise en service lors de l'ouverture à l'exploitation de la ligne le 2 septembre 2017,.

## Services aux voyageurs

### Accès et accueil
Située sous la Samyng-ro, au 16-20 Ui-dong, la station souterraine dispose d'escaliers, d'escaliers mécaniques et d'ascenseurs pour les cheminements piétonniers entre les différents niveaux en sous-sol et les deux accès/sorties, numérotés 1 et 2. Elle est notamment équipée d'automates pour l'achat de titre de transport, identiques à ceux utilisés sur l'ensemble du métro de Séoul.

### Desserte
Bukhansan Ui, station terminus, dispose de deux quais latéraux, équipés de portes palières, mais en situation ordinaire un seul est desservi par les rames automatiques desservant la ligne.

Installations
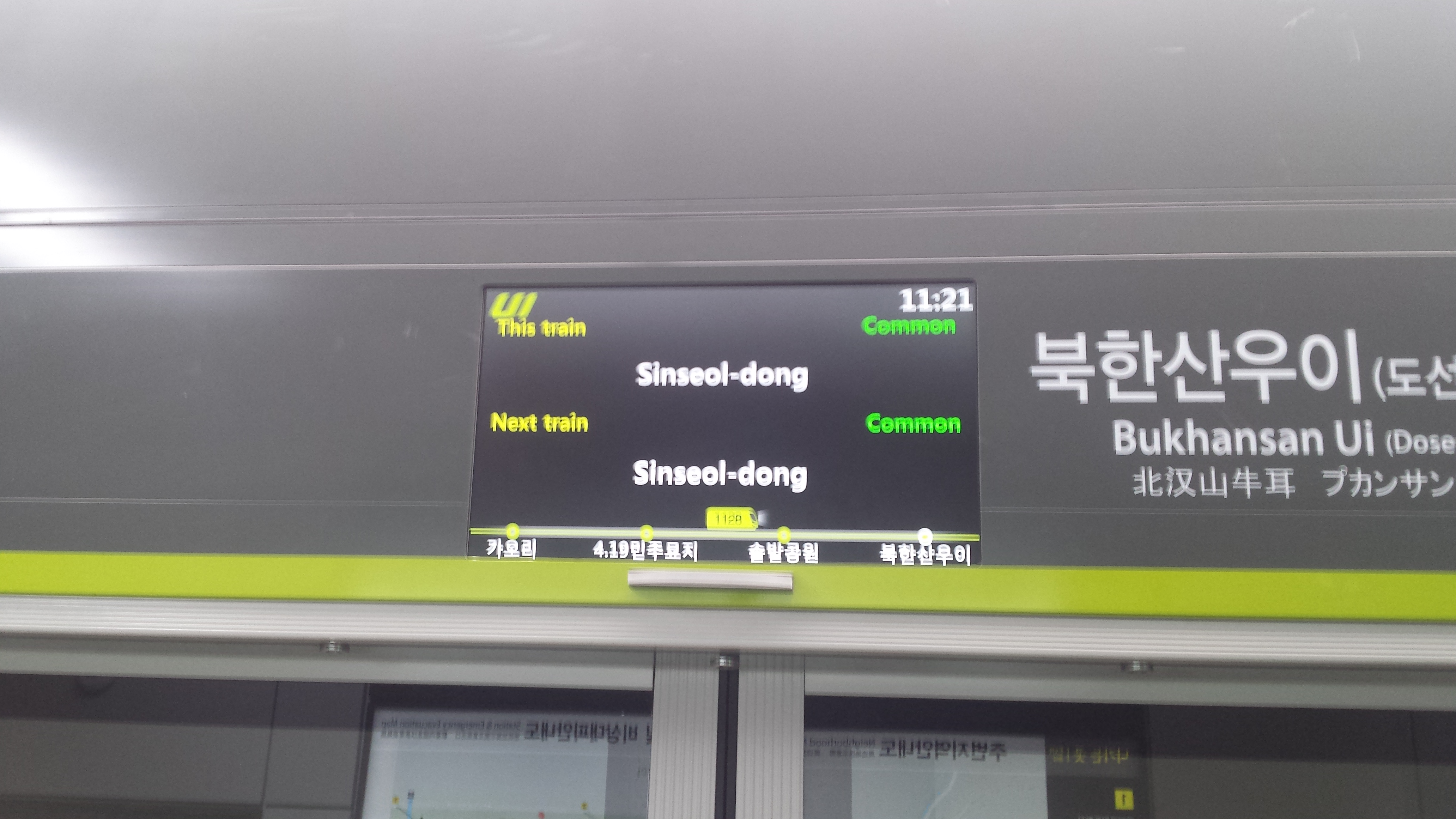
En 2017.
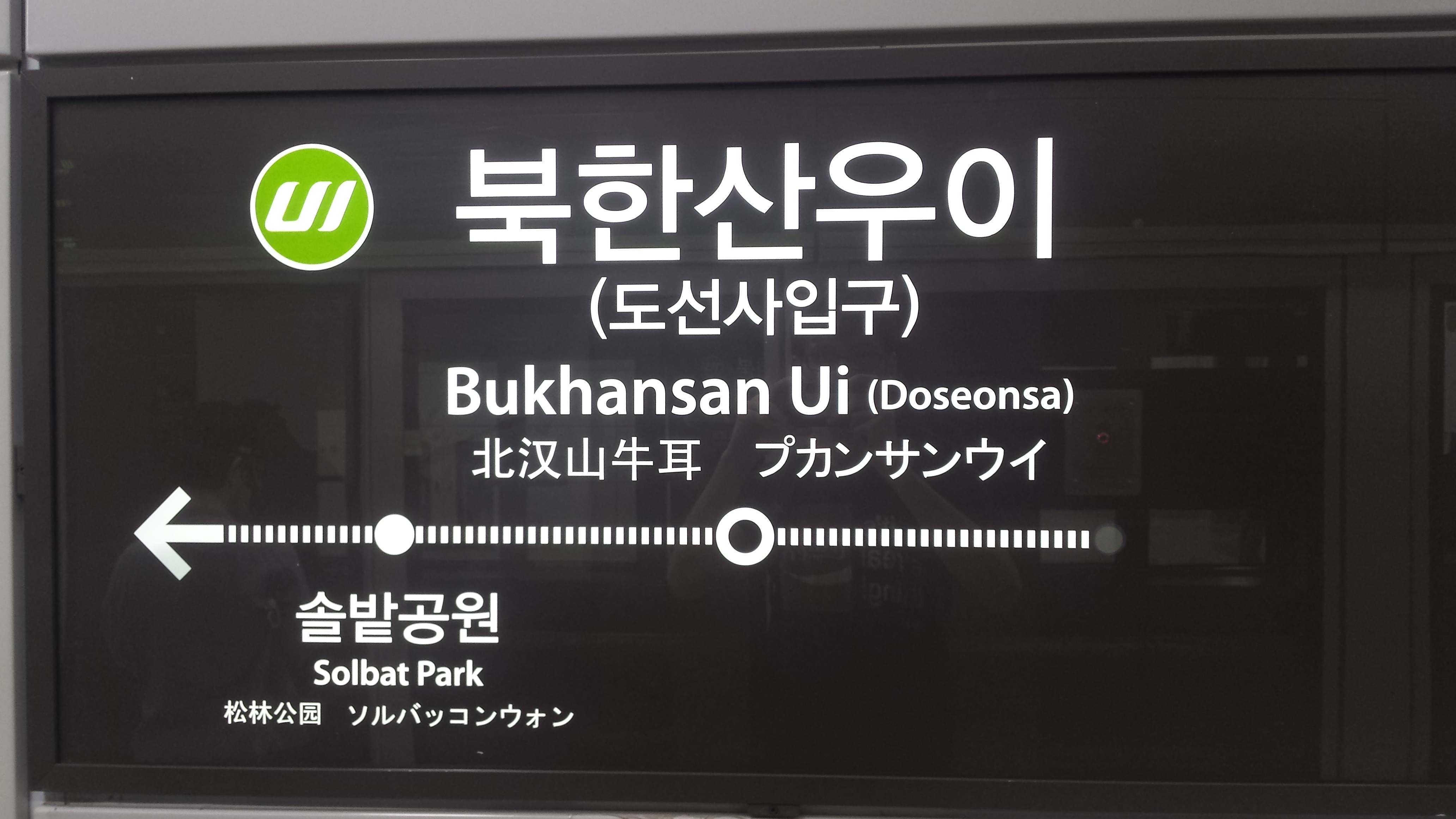
En 2017.
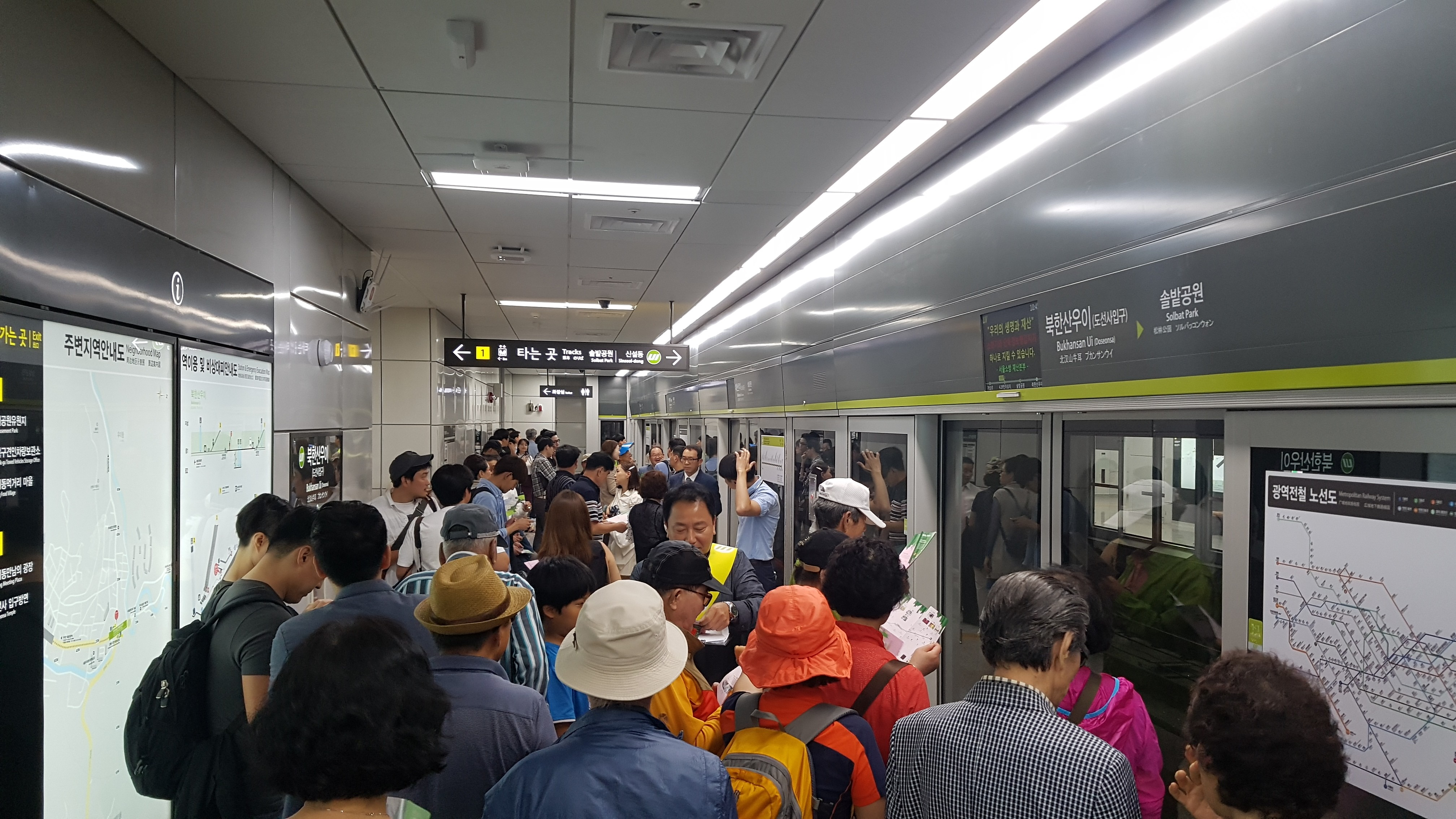
En 2018.

### Intermodalité
Des arrêts de bus sont situés à proximité des accès à la station.

## À proximité
De nombreux sites remarquables sont situés aux alentours de la station, notamment : le parc national Bukhansan et la tombe de Yeonsangun. 